# Trofej prvakinja 2006. (hokej na travi)
13. Trofej prvakinja se održao 2006. godine.

## Mjesto i vrijeme održavanja
Održao se od 8. do 16. srpnja 2006.
Utakmice su se igrale u nizozemskom gradu Amstelveenu.

## Natjecateljski sustav
Ovaj turnir se igralo po jednostrukom ligaškom sustavu. Za pobjedu se dobivalo 3 boda, za neriješeno 1 bod, a za poraz nijedan bod. 
Nakon ligaškog dijela, igralo se za poredak. Prva i druga djevojčad na ljestvici je doigravala za zlatno odličje, treće i četvrte za brončano odličje, a pete i šeste na ljestvici za 5. i 6. mjesto.
Susrete se igralo na umjetnoj travi.

## Sudionice
Sudjelovale su djevojčadi: domaćin i braniteljice naslova Nizozemska, Australija, Argentina, Kina, Njemačka i Novi Zeland.

## Sastavi

### Nizozemska
```
Vratarke

 
Eveline de Haan
               
HC Klein Zwitserland

 
Lisanne de Roever
             
Kampong

Obrana

 
Minke Booij
                   
Hockeyclub 's-Hertogenbosch

 
Chantal de Bruijn
             
Amsterdam
 
 
Janneke Schopman
              
Hockeyclub 's-Hertogenbosch

 
Sophie Polkamp
                
SCHC

Srednji red

 
Miek van Geenhuizen
           
Laren
 
 
Maartje Paumen
                
Hockeyclub 's-Hertogenbosch

 
Minke Smabers
                 
Laren

 
Wieke Dijkstra
                
Laren

 
Fatima Moreira de Melo
        
HC Rotterdam
```

```
Navala

 
Vera Vorstenbosch
             
Hockeyclub 's-Hertogenbosch

 
Eva de Goede
                  
Kampong

 
Sylvia Karres
                 
Amsterdam

 
Naomi van As
                  
HC Klein Zwitserland

 
Ellen Hoog
                    
SCHC

 
Kim Lammers
                   
Laren
```

### Argentina
Mariela Antoniska, Marien Bianchini, Magdalena Aicega , Rosario Luchetti, Ayelén Stepnik, Alejandra Gulla, Luciana Aymar, Agustina García, Carla Rebecchi, Mariana González Oliva, Mercedes Margalot, María de la Paz Hernández, María d'Elia, Paola Vukojicic, Mariné Russo, Gabriela Aguirre, Claudia Burkart, Agustina Bouza. Trener: Gabriel Minadeo

## Rezultati natjecanja u skupini
```
subota, 8. srpnja:

 * Njemačka - Kina                   3:2  
 * Novi Zeland - Argentina           0:3
 * Nizozemska - Australija           0:0
```

```
nedjelja, 9. srpnja

 * Argentina - Kina                  0:2
 * Nizozemska - Njemačka             3:1
 * Australija - Novi Zeland          0:0
```

```
utorak, 11. srpnja:

 * Kina - Australija                 2:1
 * Njemačka - Argentina              3:1
 * Nizozemska - Novi Zeland          4:0
```

```
četvrtak, 13. srpnja:

 * Novi Zeland - Njemačka            0:3           
 * Australija - Argentina            2:3
 * Nizozemska - Kina                 1:1
```

```
subota, 15. srpnja:

 * Kina - Novi Zeland                4:0
 * Njemačka - Australija             1:2
 * Nizozemska - Argentina            2:3
```

### Ljestvica nakon natjecanja u skupini
```
 1. 
 Kina 	      5      3       1       1       (12: 6)     
10

 2. 
 Njemačka       5      3       0       2       (11: 8)      
9

 3. 
 Argentina      5      3       0       2       (11:10)      
9

 4. 
 Nizozemska     5      2       2       1       (10: 5)      
8

 5. 
 Australija     5      1       2       2       ( 5: 5)      
5

 6. 
 Novi Zeland    5      0       1       4       ( 0:14)      
1
```

## Doigravanje
- za 5. mjesto

|            |       |             |  |
| Australija | 2 : 1 | Novi Zeland |  |
|            |       |             |  |

- za brončano odličje

|           |                  |            |  |
| Argentina | 1 : 1 (2:5) ras. | Nizozemska |  |
|           |                  |            |  |

- za zlatno odličje

|      |       |          |  |
| Kina | 2 : 3 | Njemačka |  |
|      |       |          |  |

### Konačna ljestvica
| Mj. | Momčad      |
| --- | ----------- |
| 1.  | Njemačka    |
| 2.  | Kina        |
| 3.  | Nizozemska  |
| 4.  | Argentina   |
| 5.  | Australija  |
| 6.  | Novi Zeland |

| Pobjednice           |
| -------------------- |
| Njemačka Prvi naslov |

## Najbolje sudionice

### Ljestvica najboljih strijelaca
```
1. 
 
Hong Xia Li
            4 pogotka
   
 
Yi Bo Ma
 
   
 
Fanny Rinne
```

```
2. 
 
Alejandra Gulla
        2 pogotka
   
 
Sylvia Karres
            
   
 
Janine Beermann
          
   
 
Natascha Keller
          
   
 
Nadine Ernsting-Krienke
 
   
 
Donna Lee-Patrick
```

## Vanjske poveznice
- Champions Trophy  Arhivirana inačica izvorne stranice od 13. srpnja 2006. (Wayback Machine)